# La Labor, San Luis Potosí
La Labor är en ort i Mexiko.   Den ligger i kommunen Tanlajás och delstaten San Luis Potosí, i den centrala delen av landet, 250 km norr om huvudstaden Mexico City. La Labor ligger 101 meter över havet och antalet invånare är 277.
Terrängen runt La Labor är kuperad åt sydväst, men åt nordost är den platt. Runt La Labor är det ganska tätbefolkat, med 93 invånare per kvadratkilometer. Närmaste större samhälle är Tanquián de Escobedo, 18,2 km öster om La Labor. Trakten runt La Labor består till största delen av jordbruksmark.